# I’m a Man (The Spencer Davis Group)
I’m a Man ist ein Song, der vom Sänger der Spencer Davis Group, Steve Winwood, und dem Musikproduzenten Jimmy Miller geschrieben wurde.

## Spencer Davis Group
Das Lied wurde 1967 von der Spencer Davis Group als Single veröffentlicht. Es erreichte Platz 9 in Großbritannien und Platz 10 in den USA. Diese Originalversion des Stückes wird dem Bluesrock zugerechnet.

## Chicago
1969 nahm die US-amerikanische Band Chicago Transit Authority (später bekannt als „Chicago“) eine härtere Coverversion von I’m a Man für ihr Debütalbum auf. Mit steigender Popularität der Band wurde der Song 1970 auch als Single veröffentlicht, wobei es als B-Seite von Questions 67 and 68 gedacht war. Letztendlich wurden beide Songs häufig gespielt, und I’m a Man kam bis auf Platz 49 in den USA und Platz 8 in Großbritannien.

## Sonstiges
I’m a Man wurde mehrfach gecovert, unter anderem von Keith Emerson für den Film Nachtfalken (1981).
In Großbritannien benutzte VW den Song 2008 in einem TV-Werbespot für den Polo; der Sänger war Charlie Winston.
Auch in anderen Werbekampagnen sowie in Videospielen, Radioshows und Filmen wurde I’m a Man eingesetzt, so zum Beispiel im Film Minions aus dem Jahr 2015.